# Agathonas Iakovidis
Agathonas Iakovidis (în greacă Αγάθωνας Ιακωβίδης; n. 2 ianuarie 1955 – d. 5 august 2020) a fost un cântâreț grec ce a reprezentat Grecia la Concursul Muzical Eurovision 2013 alături de Koza Mostra cu piesa Alcohol Is Free.

## Carieră
Agathonas Iakovidis s-a născut în Evangelismos în 1955. Părinții săi erau refugiați din Asia Mică.  Agathonas s-a implicat în lumea muzicii din anul 1973. În 1977 a lansat primul său disc.